# Billboard Brasil

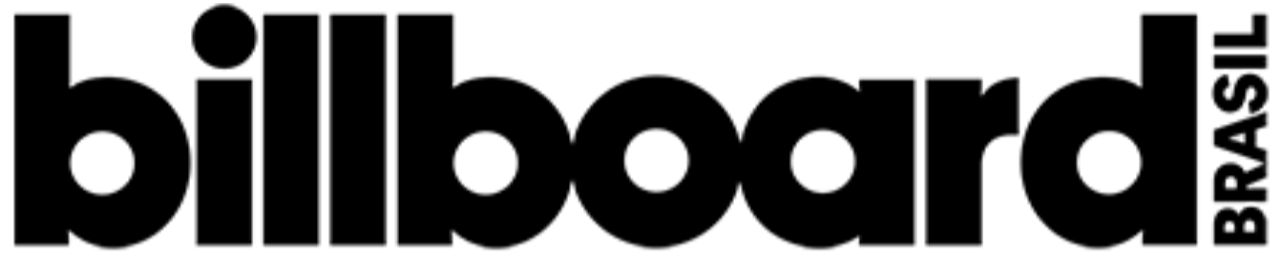
Billboard Brasil

Billboard Brasil är en brasiliansk månatlig tidskrift, startad 10 oktober 2009, med ett trycksnitt på över 40 000 exemplar. Den distribueras på nationella nivå av Brasiliens största distributör, Dinap. Varje vecka publiceras listan i tidskriften, samt på webbplatsen.

## Listorna
- Brasil Hot 100 Airplay
- Brasil Hot Pop Songs
- Brasil Hot Popular Songs
- Brasil Hot Regional (efter plats)
  - Belo Horizonte Hot Songs
  - Brasília Hot Songs
  - Campinas Hot Songs
  - Curitiba Hot Songs
  - Goiânia Hot Songs
  - Fortaleza Hot Songs
  - Porto Alegre Hot Songs
  - Recife Hot Songs
  - Ribeirão Preto Hot Songs
  - Rio de Janeiro Hot Songs
  - Salvador Hot Songs
  - São Paulo Hot Songs